# Allium trifurcatum
Allium trifurcatum är en amaryllisväxtart som först beskrevs av Fa Tsuan Wang och Tang, och fick sitt nu gällande namn av Jie Mei Xu. Allium trifurcatum ingår i släktet lökar, och familjen amaryllisväxter. Inga underarter finns listade i Catalogue of Life.